# Izrek
Izrèk (ali teorém, grško starogrško θεώρημα: theórema - videz, predstava, prizor; izrek) je trditev (predpostavka, postavka, propozicija) oziroma nedokazano načelo, ki je bila ali bo dokazana v poljubnem logičnem sistemu na podlagi nedvoumnih privzetkov. Dokazovanje izrekov je glavna dejavnost matematike. Izrek se razlikuje od teorije. Lahko tudi nekako rečemo, da izrek, v nasprotju z aksiomom, ni samoumeven.

## Zgradba izreka
Izrek ima po navadi nastavitev, niz pogojev, ki so lahko razvrščeni v izreku samem ali opisani pred njim. Nato ima zaključek - matematično izjavo, ki je resnična pod danimi pogoji. Dokaz, ki je sicer nujen za označitev dane izjave kot izrek, ni del izreka.
V splošnem mora biti izjava v matematiki na neki način dovolj zanimiva ali pomembna, da jo lahko imenujemo izrek. Manj pomembne izjave so:
- lema: izjava, ki je del dokaza večjega izreka. Razlika med izreki in lemami je dokaj poljubna, saj je pomemben rezultat nekega matematika lahko manjša trditev drugega. Gaussovi lemi in Zornova lema so na primer dovolj zanimive same po sebi, zato nekateri avtorji uporabljajo lemo s posebnim imenom brez da bi jo uporabljali v dokazu kakšnega izreka.
- korolarij (dostavek): trditev, ki izhaja prek kratkega dokaza ali brez iz ravnokar dokazanega. Trditev A je korolarij trditve ali izreka B, če lahko A hitro in preprosto izvedemo iz B.
- podmena (propozicija): rezultat, ki ni vezan na kakšen poseben izrek.
- zahteva: manj pomemben, vendar nujen in zanimiv rezultat, ki je lahko del dokaza druge izjave. Navkljub imenu imajo zahteve dokaze.
- opomba: podobna kot zahteva. Po navadi se poda brez dokaza, ki je dovolj očiten.

Matematična izjava, za katero se verjame, da je resnična, vendar še ni dokazana, se imenuje domneva (hipoteza, tudi konjektura).
Kakor je navedeno zgoraj izrek zahteva neko vrsto logičnega ogrodja. Ta se sestoji iz osnovne množice aksiomov (glej aksiomatični sistem) in tudi iz toka sklepa, ki dovoljuje, da se lahko novi izreki izvedejo iz aksiomov in drugih izrekov, ki so bili izvedeni prej. V izjavni logiki se vsaka dokazana izjava imenuje izrek. Večina takšnih izrekov nima posebne praktične veljave. Ni preprosto reči zakaj je neki matematični rezultat vreden imenovati se izrek.

## Zgledi izrekov v matematiki
Veliko izrekov v matematiki je preprostih, oziroma preprosto izrečenih, njihovi dokazi pa so lahko zelo dolgi, oziroma so jih matematiki zelo dolgo dokazovali. Eden najbolj znanih primerov je Fermatov veliki izrek iz teorije števil. Podobno je z domnevami - na primer: Bertrandova, Catalanova, Poincaréjeva, Riemannova in Schanuelova domneva. Več izrekov lahko opredelimo za osnovne.
Najbolj znani izreki v matematiki so:
- Talesov izrek (Tales, 7./6. stoletje pr. n. št.)
- Pitagorov izrek (Egipčani, Pitagora, 6. stoletje pr. n. št.)
- osnovni izrek aritmetike (Evklid, 4./3. stoletje pr. n. št.)
- sinusni izrek (ibn Irak, 10./11. stoletje)
- osnovni izrek infinitezimalnega računa (Gregory, 1667; Barrow)
- Taylorjev izrek (Gregory, 1671; Taylor, 1712)
- osnovni izrek algebre (Gauss, 1799)
- Abel-Ruffinijev izrek (Ruffini, 1799; Abel, 1823)
- praštevilski izrek (La Vallée Poussin, Hadamard, 1896)
- Lindemann-Weierstrassov izrek (Lindemann, 1882;  Weierstrass, 1885)
- Thue-Sigel-Rothov izrek (Thue, 1909; Siegel, 1921; Dyson, 1947; Roth, 1955)
- izrek štirih barv (Appel, Haken, 1976)
- Fermatov veliki izrek (Wiles, 1995)

## Izreki v drugih vedah in področjih
Izreki so pomebni tudi v fiziki, čeprav ne v takšni meri kot v matematiki. Na primer izrek o gibalni količini. Najdemo jih tudi drugod, na primer v ekonomiji.

### Matematika
- postulat
- izjavna forma
- enačba
- formula
- stavek
- Gödlova izreka o nepopolnosti
- nerešeni matematični problemi

### Jeziki
- latinski izreki